# Purper (kleur)
Purper is een kleur op de kleurencirkel midden tussen violet en magenta. Het is daarmee een extraspectrale kleur. Paars is dichter bij purper dan violet.